# Гуляев, Сергей Константинович
Сергей Константинович Гуляев (1921-1986) — младший лейтенант Советской Армии, участник Великой Отечественной войны, Герой Советского Союза (1943).

## Биография
Сергей Гуляев родился 23 октября 1921 года в посёлке Риддер (ныне — город в Восточно-Казахстанской области Казахстана) в семье служащего. Окончил пять классов школы, после чего работал коллектором геологоразведочной партии. В 1941 году Гуляев был призван на службу в Рабоче-крестьянскую Красную Армию. С мая 1942 года — на фронтах Великой Отечественной войны. К сентябрю 1943 года гвардии старший сержант Сергей Гуляев командовал бронетранспортёром 8-го гвардейского отдельного разведбатальона 7-го гвардейского танкового корпуса 3-й гвардейской танковой армии Воронежского фронта. Отличился во время битвы за Днепр.
В ночь с 21 на 22 сентября 1943 года Гуляев вместе с двумя автоматчиками переправился через Днепр в районе села Трахтемиров Каневского района Черкасской области Украинской ССР. На западном берегу группа разведала вражескую оборону, добыв ценные сведения. Когда группа в ходе разведки второй вражеской позиции была обнаружена и окружена противником, Гуляев вступил в бой, уничтожив большое количество солдат и офицеров противника.
Указом Президиума Верховного Совета СССР от 23 октября 1943 года за «образцовое выполнение боевых заданий командования на фронте борьбы с немецким захватчиками и проявленные при этом мужество и героизм» гвардии старший сержант Сергей Гуляев был удостоен высокого звания Героя Советского Союза с вручением ордена Ленина и медали «Золотая Звезда» за номером 2087.
После окончания войны Гуляев окончил военно-политическое училище. В 1946 году в звании младшего лейтенанта он был уволен в запас. Проживал в городе Лениногорске (ныне — Риддер), работал на руднике. Умер 29 июля 1986 года.
Был также награждён орденом Отечественной войны 1-й степени и рядом медалей.